# 竹内薫
竹内 薫（たけうち かおる、1960年7月2日 -）は、日本のサイエンスライター、作家。ZEN大学知能情報社会学部教授、オフィス・トゥー・ワン所属。
東京都生まれ。 横浜市在住。湯川薫名義で小説も執筆している。物理、数学、脳、宇宙などの分野で解説書を執筆している。

## 経歴
筑波大学附属高等学校卒業。東京大学文科一類から東京大学教養学部教養学科卒業（科学史・科学哲学専攻）。東京大学理学部物理学科卒業。
1992年 マギル大学大学院博士課程修了、理学博士 Ph.D. 高エネルギー物理学専攻。1993年 成城大学非常勤講師（1993年-2000年）。2002年 - 東京電力「都市・くらしとエネルギー研究会」委員。2003年 千葉大学非常勤講師（2003年-2004年）。2025年に開学したZEN大学にて知能情報社会学部の教授に就任した。

## 人物
- 母方の祖父は捕物小説の作家であった。
- 茂木健一郎は東大理学部の同期で、盟友である[7]。
- 留学を終えて帰国した直後、有名な科学誌の編集者に紹介されて科学書の執筆に携わった所、編集サイドから幾度かの指摘を首を傾げつつ修正。その執筆原稿が、本人の確認もなく改竄・修正された上に、相対性理論は間違っている、という前提の疑似科学本に掲載されている事が、出版後に判明したと述べる[8]。折り悪く「と学会」で『トンデモ本』として取り上げられてしまい、疑似科学批判者から批判を受け、科学界から追放・放逐されたと主張している[9]。

## 著書

### 竹内薫名義

#### 1999年まで
- アインシュタインと猿―パズルでのぞく物理の世界（日経サイエンス社 1989年）ISBN 9784532062736
- 宇宙フラクタル構造の謎―ビッグバンを遙かに凌ぐ（徳間書店 1994年）ISBN 9784198601089
- 「相対論」はやはり間違っていた ―アインシュタイン 理性を捨てさせた魔力（徳間書店 1994年）ISBN 9784198600617
  - 窪田登司、石井均、後藤学、森野正春、日高守、早坂秀雄、馬場駿羣との共著
- トンデモ科学の世界（徳間書店 1995年）ISBN 9784198604080
  - 茂木健一郎との共著
- ビッグバンには科学的根拠が何もなかった ―21世紀の革新的宇宙像双子の宇宙論（徳間書店 1996年）ISBN 9784198605476
  - ジャン＝ピエール・プチ (Jean‐Pierre Petit)、中島弘二翻訳、竹内薫著
- ペンローズのねじれた四次元 ―時空をつくるツイスターの不思議（講談社ブルーバックス、1999年）ISBN 4062572605

#### 2000年代
- 「場」とはなんだろう ―なにもないのに波が伝わる不思議（講談社ブルーバックス、2000年）ISBN 4062573105
- 熱とはなんだろう ―温度・エントロピー・ブラックホール……（講談社ブルーバックス、2002年）ISBN 4062573903
- 宇宙のエンドゲーム（フレッド・アダムズ、グレッグ・ラフリン著、竹内薫翻訳）（徳間書店 2002年）ISBN 978-4198615499（筑摩書房 2008年）ISBN 978-4480091406
- アタマにしみこむ現代物理（サンマーク出版 2002年）ISBN 978-4763193896
- 『ネイチャー』を英語で読みこなす ―本物の科学英語を身につける（講談社ブルーバックス、2003年）ISBN 4062574136
- 超ひも理論とはなにか ―究極の理論が描く物質・重力・宇宙（講談社ブルーバックス、2004年）ISBN 4062574446
- 「ファインマン物理学」を読む: 量子力学と相対性理論を中心として（講談社サイエンティフィク、2004年）ISBN 4061532510
- 「ファインマン物理学」を読む: 電磁気学を中心として（講談社サイエンティフィク、2004年）ISBN 4061532553
- 「ファインマン物理学」を読む: 力学と熱力学を中心として（講談社サイエンティフィク、2005年）ISBN 4061532561
- ホーキング　虚時間の宇宙 ―宇宙の特異点をめぐって（講談社ブルーバックス、2005年）ISBN 406257487X
- 99・9％は仮説 思いこみで判断しないための考え方（光文社 2006年）ISBN 9784334033415
- 頭がよみがえる算数練習帳（筑摩書房 ちくま新書 2006年）ISBN 9784480063212
- ねこ耳少女シリーズ（PHP研究所）竹内薫著、藤井かおり執筆協力、松野時緒漫画
  - ねこ耳少女の量子論 萌える最新物理学（2009年） ISBN 456970560X ISBN 978-4569705606
  - ねこ耳少女の相対性理論と超ひも理論（2010年） ISBN 978-4569776774
- バカヤロー経済学（晋遊舎 2009年）ISBN 978-4-88380-917-2

#### 2010年代
- 自分はバカかもしれないと思ったときに読む本（河出書房新社 2013年）ISBN 9784309616780 2015年に文庫化
- 体感する数学（エンターブレイン 2013年）ISBN 9784047288881
- 体感する宇宙（KADOKAWA 2014年）ISBN 9784047295629
- 文系のための理数センス養成講座（新潮新書 2017年）ISBN 978-4-10-610705-4
- 『学年ビリから東大へ進み、作家になった私の勉強法 英数国の成績が劇的にアップする』PHP研究所〈心の友だち〉、2017年2月。ISBN 978-4-569-78633-9。
- 『眺めて愛でる数式美術館』KADOKAWA〈角川ソフィア文庫〉、2017年5月。ISBN 978-4-04-105372-0。
- 『ペンローズのねじれた四次元 時空はいかにして生まれたのか 増補新版』講談社〈ブルーバックス〉、2017年12月。ISBN 978-4-06-502040-1。
- 『子どもが主役の学校、作りました。』KADOKAWA、2017年12月。ISBN 978-4-04-105567-0。
- 『「プログラミングができる子」の育て方 知識ゼロのパパ・ママでも大丈夫!』日本実業出版社、2018年8月。ISBN 978-4-534-05618-4。
- 『理数センスが育つ算数王パズル 小学生全学年対象 初級編』小学館、2018年9月。ISBN 978-4-09-253486-5。
- 『理数センスが育つ算数王パズル 小学生全学年対象 中級編』小学館、2018年9月。ISBN 978-4-09-253487-2。
- 『ホーキング博士 人類と宇宙の未来地図 竹内薫』宝島社〈サイエンスライター〉、2018年9月。ISBN 978-4-8002-8680-2。
- 『大人の数学やりなおしドリル 中学3年分を解きなおす!』笠倉出版社〈SAKURA MOOK〉、2018年11月。ISBN 978-4-7730-5999-1。監修。
- 『怖くて眠れなくなる科学』PHP研究所〈PHP文庫〉、2018年12月。ISBN 978-4-569-76868-7。
- 『ノーベル賞受賞日本人科学者21人こころに響く言葉』悟空出版、2019年2月。ISBN 978-4-908117-60-2。
- 『「文系?」「理系?」に迷ったら読む本 AI時代の進路の選び方』PHP研究所〈心の友だち〉、2019年2月。ISBN 978-4-569-78841-8。
- 『赤字指導解説つき大人の算数学びなおしテスト』笠倉出版社〈SAKURA MOOK〉、2019年4月。ISBN 978-4-7730-2633-7。監修。
- 『虚数はなぜ人を惑わせるのか』朝日新聞出版〈朝日新書〉、2019年8月。ISBN 978-4-02-295028-4。
- 『「ファインマン物理学」を読む 量子力学と相対性理論を中心として 普及版』講談社〈ブルーバックス〉、2019年10月。ISBN 978-4-06-517239-1。
- 『わが子をAIの奴隷にしないために』新潮社〈新潮新書〉、2019年12月。ISBN 978-4-10-610842-6。

#### 2020年代
- 『「ファインマン物理学」を読む 電磁気学を中心として 普及版』講談社〈ブルーバックス〉、2020年2月。ISBN 978-4-06-518800-2。
- 『竹内薫の「科学の名著」案内 文系でも面白い!世の中の見方が変わる90冊!』徳間書店、2020年2月。ISBN 978-4-19-865015-5。
- 『「ファインマン物理学」を読む 力学と熱力学を中心として 普及版』講談社〈ブルーバックス〉、2020年3月。ISBN 978-4-06-519008-1。
- 『感染症、AI新時代を生き抜く科学知識の身につけ方 竹内薫の「科学の名著」案内』徳間書店、2020年6月。ISBN 978-4-19-865031-5。
- 『面白くて眠れなくなる遺伝子』PHP研究所〈PHP文庫〉、2020年7月。ISBN 978-4-569-90062-9。
- 『宇宙の謎に迫る 最新 天文学最前線』清水書院〈GEOペディア〉、2020年7月。ISBN 978-4-389-50119-8。監修。
- 『中高生の悩みを「理系センス」で解決する40のヒント』PHP研究所〈心の友だち〉、2020年10月。ISBN 978-4-569-78951-4。
- 『大人の算数やりなおしドリル 小学校6年分+中学校3年分 改訂版』笠倉出版社、2021年4月。ISBN 978-4-7730-6129-1。
- 『「耳コピ」日常英会話 日本にいながらわが子をバイリンガルにした、たった1つの方法』PHP研究所〈PHP文庫〉、2021年6月。ISBN 978-4-569-90137-4。
- 『10年後の世界を生き抜く教育 日本語・英語・プログラミングをどう学ぶか』茂木健一郎との共著、祥伝社＜祥伝社黄金文庫＞、2021年6月。ISBN 978-4396318079。
- 『ゼロから学ぶ量子力学 普及版 量子世界への、はじめの一歩』講談社＜ブルーバックス＞、2022年3月。ISBN 978-4065274019。
- 『僕たちはいつ宇宙に行けるのか』山崎直子との共著、青春出版社、2022年6月。ISBN 978-4413113847。
- 『AI時代を生き抜くための仮説脳』 リベラル社＜リベラル新書＞、2023年5月。ISBN 978-4434320101。
- 『オヤジも目覚める! ChatGPT革命 生成AIで何が変わる? 何が問題?』徳間書店、2023年8月。ISBN 978-4198656775。

### 推理小説
湯川薫名義で刊行していたが、2010年4月の文庫化時より竹内薫名義。
- ディオニシオスの耳 （徳間書店 トクマ・ノベルズ 1999年2月） ISBN 9784198504458
  - ディオニシオスの耳 ―シュレ猫探偵 （徳間文庫 2010年4月）ISBN 978-4198931452
- 虚数の眼 （徳間書店 トクマ・ノベルズ 1999年9月） ISBN 9784198504717
- イフからの手紙 （徳間書店 トクマ・ノベルズ 2000年9月） ISBN 9784198505059
- Dの虚像 （カドカワ・エンタテインメント 2000年12月） ISBN 9784047881549
- 漂流密室 —世界遺産ミステリー〈1〉屋久島 （徳間書店 トクマ・ノベルズ 2001年7月） ISBN 9784198505325
- 百人一首 一千年の冥宮 （新潮社 新潮ミステリー倶楽部 2002年8月） ISBN 9784106027710

## 番組への出演

### テレビ
- たけしのコマネチ大学数学科 番組特別顧問（フジテレビ）
- NEWS ZERO（日本テレビ）　
  - 火曜パートナー（2006年10月3日 - 2007年9月25日）
- サイエンスZERO ナビゲーター（2012年4月8日 - 2018年4月1日、NHK Eテレ）
- ノーベル賞と最強の日本人〜世界に挑む科学者たち（2013年12月27日、BSフジ）
- ひるおび!　(TBS、隔週月曜コメンテーター)
- ネコメンタリー猫も、杓子も。「竹内薫とゾンゾンとモモとペッペとシンちゃん」 (2019年8月29日、NHK Eテレ)

### ラジオ
- Jam the WORLD 金曜日担当ナビゲーター（J-WAVE）
- FUTURESCAPE 臨時パーソナリティ[10]（FMヨコハマ、2012年9月29日）
- 夏休み子供科学電話相談（NHKラジオ第1、2017年7月24日、8月31日）
- ミラクル・サイクル・ライフ（TBSラジオ、2024年6月23日、6月30日）